# Louis Michel
Louis Michel (ur. 2 września 1947 w Tienen) – belgijski i waloński polityk, były członek Komisji Europejskiej, wicepremier i minister, poseł do Parlamentu Europejskiego VII i VIII kadencji.

## Życiorys
Studiował indoeuropeistykę, następnie pracował jako nauczyciel języków obcych w Jodoigne. Od 1983 nieprzerwanie zajmuje stanowisko burmistrza tej miejscowości.
W drugiej połowie lat 60. zaangażował się w działalność polityczną w ramach młodzieżówki liberalnej. Został członkiem Partii Reformatorsko-Liberalnej, w latach 1980–1982 był jej sekretarzem generalnym, a w okresach 1982–1990 i 1995–1999 przewodniczącym tego ugrupowania. Od 1978 do 2004 nieprzerwanie zasiadał w belgijskim parlamencie federalnym, jako deputowany, a od 1999 jako senator. Od 1999 do 2004 sprawował urząd wicepremiera i ministra spraw zagranicznych w rządzie Guya Verhofstadta.
W 2004 został powołany na komisarza UE ds. badań naukowych. Następnie w tym samym roku przeszedł na funkcję komisarza UE ds. rozwoju i pomocy humanitarnej w Komisji Europejskiej kierowanej przez José Manuela Barroso.
W wyborach w 2009 uzyskał mandat posła do Parlamentu Europejskiego z listy Ruchu Reformatorskiego. Przystąpił do grupy Porozumienia Liberałów i Demokratów na rzecz Europy, a także do Komisji Wolności Obywatelskich, Sprawiedliwości i Spraw Wewnętrznych. Jego następcą w Komisji Europejskiej został Karel De Gucht. W 2014 Louis Michel z powodzeniem ubiegał się o europarlamentarną reelekcję.
Odznaczony Legią Honorową I i II klasy.
Ojciec Charles’a Michela i Mathieu Michela, którzy również podjęli działalność polityczną.